# Charly Gabriel Mbock
Pour les articles homonymes, voir Mbock.
Charly Gabriel Mbock, né le 5 janvier 1950 à Makaï (région du Centre), est un écrivain, anthropologue, directeur de recherche et homme politique camerounais.

## Biographie
Il soutient une thèse de 3e cycle en littérature, intitulée L'enfance et le mythe des origines dans l'œuvre de Charles Péguy, sous la direction de Simone Fraisse à l'université Paris 3 (1979), puis d'une thèse d'État en anthropologie, soutenue au Cameroun (1992).
Il mène une carrière d'enseignant et de chercheur, comme attaché de recherche à l’Institut national de l’éducation (INE) (1975-1980), comme chercheur à l’Institut des sciences humaines (ISH) (1980-1986) puis au ministère de la Recherche scientifique et technique (1986-1991). Il est chargé de cours associé à l'université de Yaoundé I (ESSTIC) (1985-1993), puis devient en 1993 maître de recherche en sciences sociales (Anthropologie) et enfin directeur de recherche (2001).
En juin 1992, il est élu député à l'Assemblée nationale du Cameroun (UPC). Il effectue des missions internationales, notamment comme membre du conseil scientifique du programme MOST (Management of social transformations) de l'Unesco pour l'Afrique (2003-2007).

## Sélection de publications
- Quand saigne le palmier, CLE, Yaoundé, 1978 (roman)
- “Le monde s'effondre” de Chinua Achebe : essai critique, Buma Kor, Yaoundé, 1978
- Le soupçon, 1980 (nouvelle)
- La croix du cœur, 1984 (roman)
- Cameroun, l'intention démocratique, Sopecam, 1985
- Cameroun : le défi libéral, L'Harmattan, 1990
- Comprendre “Ville cruelle” d'Eza Boto, Les Classiques africains, 1992
- (co-direction) Les conflits ethniques au Cameroun : quelles sources, quelles solutions ?, Éditions Service œcuménique pour la paix, Éditions Saagraph, Yaoundé, 2000